# 岩生蒲儿根
岩生蒲儿根（学名：Sinosenecio saxatilis）为菊科蒲儿根属的植物，为中国的特有植物。分布在中国大陆的广东等地，生长于海拔1,200米至1,650米的地区，见于山顶岩缝中，目前尚未由人工引种栽培。